# Молучки јастреб
Молучки јастреб (лат. Accipiter henicogrammus) је врста птице грабљивице из породице јастребова. Ендемит је индонежанског острва Халмахера. Његово природно станиште су суптропске и тропске влажне низијске и планинске шуме.